# АРС-Кераміка
АРС (лат. - мистецтво) - мережа будівельних супермаркетів в Україні. Заснована у 1994 р. у Тернополі і налічує 9 будівельних супермаркетів та 2 меблевих центри, які знаходяться на заході України.
Компанія АРС має у власності понад 42 000 кв.м торгової площі та більше 20 000 кв.м. складських приміщень, заповнених продукцією.
У 2019 р. створено інтернет-магазин ars.ua.
Загалом у мережі будівельних супермаркетів АРС працює понад 700 осіб.

## Історія
1994 р. у Тернополі було засноване приватне мале підприємство  “Апейрон” (грец. - безкінечне, безмежне), яке спочатку займалося реалізацією радіотехніки та керамічної плитки, а згодом стало основою для створення ТОВ “ТГ “АРС-Кераміка”.
1996 р. - відкриття центрального складу торгової групи.
1998 р.- відкриття  першого будівельного магазину “Будівельник” у м.Тернополі.
2000 р. - відкриття господарського магазину “Госптовари” у м.Тернополі.
2001 р.- відкриття ще одного будівельного магазину “Будматеріали” та господарського магазину “Карпати”.
2001 р. також є роком відкриття будівельного магазину “АРС-Кераміка” у Тернополі, який у 2006 р. трансформувався у перший будівельний супермаркет “АРС”.
2002 р. - відкриття салону штор “Гарденія”.
2003 р. - відкриття будівельного магазину АРС у м.Кременці (Тернопільської області), який у 2013 р. трансформувався у будівельний супермаркет АРС.
2004 р. - відкриття будівельних магазинів АРС у м.Золочів (Львівської області) м. Борщів (Тернопільської області), які трансформувалися у будівельні супермаркети АРС у 2006 та 2007 рр. відповідно.
2005 р. - відкриття будівельного супермаркету АРС у м. Івано-Франківськ.
2007 р. - відкриття Меблевого центру АРС у м.Тернопіль.
2008 р. - відкриття будівельного супермаркету та меблевого центру АРС у м.Кам'янець-Подільський.
2009 р. - відкриття будівельного супермаркету АРС у м.Стрий (Львівської області)
2010 р. - відкриття будівельного супермаркету АРС у м.Львів.
2023 р. - відкриття будівельного супермаркету АРС у м.Трускавець (Львівської області)
Зараз до мережі входять 9 будівельних супермаркетів та 2 меблевих центри.
У період з 2006 р. по 2014 р. компанія випускала безкоштовну рекламно-інформаційно газету “АРС” про будівельні матеріали, технології, інструменти, новинки та акції у мережі будівельних супермаркетів «АРС». ЇЇ тираж становив 200 тис. примірників
У 2019 р. у мережі будівельних супермаркетів АРС з'явився  маскот (офіційний талісман) , білий анімований песик на ім’я Арсик. Компанія АРС використовує свого талісмана для e-commerce та комунікації з клієнтами. Арсик завжди першим знає про цікаві та вигідні пропозиції, які діють у мережі будівельних супермаркетів  АРС.

## Мережа
Будівельні супермаркети АРС можна знайти у:
- м. Тернополі (вул. Бродівська, 44)
- м. Львові (вул. Б. Хмельницького, 230)
- м. Івано-Франківську (вул. О.Кобилянської, 56)
- м. Кам’янці-Подільському (вул. Північна, 81М)
- м. Стрию (вул. Л.Українки, 23)
- м. Золочеві (вул. Вокзальна, 28)
- м. Борщові (вул. Р.Шухевича, 8)
- м. Кременці (вул. С. Петлюри, 44В)
- м.Трускавці (пл. В. Чорновола 1Б, корпус 1)

Меблеві центри АРС розташовані у м. Тернополі (вул. Збаразька, 18) та м. Кам’янці-Подільському (вул. Північна, 81М)

## Асортимент
Зібрати все необхідне для ремонту, будівництва, оздоблення  в одному місці - головний принцип роботи працівників компанії.
У мережі будівельних супермаркетів АРС можна придбати будівельні матеріали, матеріали для оздоблення, інструменти, плитку та сантехніку, системи опалення та вентиляції, лакофарбові матеріали, підлогові покриття, двері та фурнітуру, освітлення, водопостачання та водовідведення, будівельні кріплення, автотовари, садові інструменти та багато іншого.

## Виставки
Для того аби завжди бути в тренді тенденцій розвитку та технологічних новинок сучасного будівництва та дізнатись більше про своїх клієнтів та їх очікування компанія постійно бере участь у міжнародних виставках та форумах.
Традиційно працівники будівельного напрямку відвідують:
- Міжнародну будівельну виставку Budma (Познань, Польща)
- Міжнародну вистаставку керамічної плитки CERSAIE (Болонья, Італія)
- Міжнародну виставку кераміки, сантехніки та натурального каменю CEVISAMA (Валенсія, Іспанія)

Працівники меблевого напрямку щороку аналізують стан та розвиток меблевої індустрії України, відслідковують сучасні технології та тренди для облаштування інтер'єру, відвідуючи:
- Київський міжнародний меблевий форум KIFF
- Міжнародна виставка декору і текстилю Decor Trade Show

## Інтернет-магазин
ARS.UA розпочав свою роботу у 2019 році на хвилі зростання популярності онлайн-шопінгу та постійного удосконалення фізичних магазинів компанії. Вже за кілька років інтенсивного розвитку його асортимент зріс до понад 150 тис. найменувань. Сьогодні каталог охоплює різноманітні категорії, зокрема будівельні матеріали, автотовари, вхідні та міжкімнатні двері, інструменти, садову техніку, сантехніку та інші товари для дому та ремонту.
Основними перевагами сайту є співпраця з перевіреними часом виробниками, які гарантують високу якість продукції. Інтернет-магазин також пропонує різні варіанти оплати, зручні умови розтермінування та кредитування, а також гнучку дисконтну програму. Важливим елементом роботи компанії є розвинутий клієнт-сервіс, який постійно вдосконалюється.
Для забезпечення ефективної та швидкої доставки мережа використовує свою логістичну структуру та співпрацює з провідними українськими перевізниками. Крім того, компанія має власний складський комплекс, що дозволяє оптимізувати процеси зберігання та відправлення товарів.

## Меблевий центр
Меблевий центр АРС було засновано у 2007 р. в м.Тернополі. 
Торгова площа Меблевого центру становить 5 000 кв. м. 
Асортимент товару налічує понад 10 000 найменувань серед яких: м'які та корпусні меблі, меблі для дитячої кімнати, офісу, кухні; меблі для барів та ресторанів; матраци; посуд; декор; текстиль.

## Досягнення
2012 -2017 рр. Меблевий центр АРС 5 років незмінно займав першу позицію за результатами голосування “Народний бренд” 
У 2018 р. Меблевий центр АРС отримав відзнаку “Народний бренд” у номінації меблевий салон 
У 2019 р. Меблевий центр АРС отримав відзнаку “Народний бренд” у номінації меблевий салон

## Навчання персоналу
АРС надає значну увагу навчанню та розвитку свого персоналу, адже кваліфіковані та клієнтоорієнтовані працівники - один із китів постійного росту компанії.
Основними напрямками навчання та розвитку персоналу є:
- онлайн-навчання - працівники мають змогу отримати доступ до відеоуроків та навчальних матеріалів, що стосуються технологій застосування та використання будівельних матеріалів, складської логістики, технік продаж  та ін.
- тренінги - включають в себе практичні вправи та інтерактивні сесії, які допомагають працівникам удосконалити навички комунікацій, тайм-менеджменту, стандартів обслуговування.
- майстер-класи від виробників/постачальників - дозволяють працівникам краще зрозуміти особливості продуктів та досконало оволодіти їхньою  технологією використання
- наставництво - дозволяє новим працівникам переймати досвід у інших колег та  швидко адаптуватися роботи у компанії.

## Логістика
Більше 70 вантажних автомобілів в автопарку, власні під'їзні залізничні колії та складська техніка дозволяють забезпечити оптимальну логістику та гарантувати клієнтам максимально короткі терміни доставки замовлень
Під час повномасштабного вторгнення на базі будівельного супермаркету АРС у м. Тернополі було облаштовано логістичний центр допомоги бійцям

## Соціальна відповідальність
У мережі будівельних супермаркетів АРС функціонує внутрішній фонд страхування, який займається матеріальним забезпеченням та страховими виплатами працівникам у випадку настання страхових випадків.
Також АРС на постійній основі здійснює матеріальну та фінансову підтримку ЗСУ та реалізовує інші соціальні проєкти.

## Маскот Арсик
У 2019 р. у мережі будівельних супермаркетів АРС з'явився  маскот (офіційний талісман) [2], білий анімований песик на ім’я Арсик. Він уособлює не лише пухнастого домашнього улюбленця, але й надійного друга - символ перевірених рекомендацій та якісних покупок. 
Компанія АРС використовує свого талісмана як емоційну складову e-commerce [3] та для комунікації з клієнтами. Арсик завжди радить найбільш релевантні товари клієнтам та першим знає про цікаві та вигідні пропозиції, які діють у мережі будівельних супермаркетів  АРС. 